# Uğur Ümit Üngör
Uğur Ümit Üngör (Erzincan, 1980) is een Nederlandse socioloog en historicus, bekend als politiek geschiedkundige en genocide-onderzoeker.

## Levensloop
Üngör werd geboren in Turkije en groeide op in Nederland. Hij promoveerde in 2009 cum laude aan de Universiteit van Amsterdam. Daarna doceerde hij aan de universiteit van Sheffield en vervolgens deed hij onderzoek aan de University College Dublin. Üngör doceerde van 2010 tot 2020 aan de Universiteit Utrecht. In 2012 werd hem een Heineken Young Scientists Award toegekend door de Koninklijke Nederlandse Akademie van Wetenschappen.
In 2020 werd hij aangesteld als hoogleraar Holocaust- en Genocidestudies aan de Universiteit van Amsterdam en het NIOD Instituut voor Oorlogs-, Holocaust- en Genocidestudies. Zijn belangrijkste interessegebied is de historische sociologie van massaal geweld, met bijzondere aandacht voor het moderne en hedendaagse Midden-Oosten, en zijn onderzoek richt zich met name op daderschap en collectieve geweldpleging. Hij publiceerde over de Armeense Genocide, de Rwandese Genocide, de Syrische burgeroorlog, en genocide in vergelijkend perspectief. Hij is redacteur van het Journal of Perpetrator Research en coördinator van het Syrian Oral History Project aan het NIOD.
In 2025 was hij te gast in het VPRO-programma Zomergasten.